# 南公園 (岡崎市)
南公園（みなみこうえん）は、愛知県岡崎市若松町にある岡崎市立の都市公園（総合公園）である。指定管理者制度に基づき、一般社団法人岡崎パブリックサービスが管理・運営を行っている。

## 施設
| 施設・見所   | 開設日        | 備考 |
| ------------ | ------------- | --- |
| 市民プール   | 1972年7月20日 | 夏季のみ開放。2014年（平成26年）6月28日に改装オープンした。 |
| 交通広場     | 1975年3月30日 | D51蒸気機関車やHSST（リニアモーターカー）、名鉄モ400形電車などが展示されている。 ゴーカートを運転できる。 4月～9月（夏休みを除く）の平日は市内小学校対象の交通教室が実施されている。 |
| 遊園地       | 1980年5月2日  | 観覧車、メリーゴーラウンド、ティーカップ、サイクルモノレールなどがある。 |
| 梅林         | 1985年4月26日 | 毎年梅まつりが開催される。 |
| テニスコート |               | 有料。ラケットとボールの無料貸し出しあり。 |
| 運動広場     |               | 無料。野球やソフトボールができる。 |

## 交通アクセス
- JR東海道本線 / 愛知環状鉄道・愛知環状鉄道線「岡崎駅」より名鉄バス 南部地域交流センター行きまたは福岡町行きで「若松栄町」停留所下車、徒歩で約10分。
- 名鉄名古屋本線「東岡崎駅」より名鉄バス 名鉄「美合駅」行き（バス路線）、またはJR・愛環「岡崎駅」より名鉄バス 名鉄「東岡崎」（名鉄「美合駅」経由）行きもしくは市民病院行きで「南公園北」停留所下車、徒歩で約10分。

## 備考
1985年（昭和60年）3月、岡崎葵ライオンズクラブが結成15周年の記念事業として梅の木を南公園に寄附した。静岡県浜北市（現在の浜松市）から高さ3メートル、幹回り30センチ、15年生の紅梅、白梅70本ずつ、計140本を取り寄せ、植栽間隔を5メートルに広くして植えた。植えるに当たり、雑木林だった5,000平方メートルが整備された。梅林造成費は800万円。同年4月26日、開園式が行われた。
「市政だより」2009年（平成21年）7月1日号で、市は、南公園の市民プールを流水プールとして再整備すると発表した。「1周170メートル、深さ1メートルの流水プール」「チューブ型のウォータースライダー1基、オープン型のウォータースライダー1基」「幼児用プール」「水深10センチほどのじゃぶじゃぶ池」などを建設する予定だったが、頓挫した。
2014年（平成26年）12月1日、ゆるキャラの「みなどん」が誕生した。
2024年（令和6年）4月1日から2027年（令和9年）4月まで、再整備のため葵梅林および芝生広場を除き一時閉園予定。

## ギャラリー
- 梅林
- 遊園地
- 遊園地
- 観覧車から見下ろした風景
- 遊園地
- 交通広場
- D51 688号
- 名鉄モ400形電車
- HSST-03
- テニスコート